# Catalaanse Week
De Catalaanse Week of Catalaanse Wielerweek (Spaans: Semana Catalana of La Semana Catalana de Ciclismo, Catalaans: Setmana Catalana of Setmana Catalana de Ciclisme) was een vijfdaagse wielerwedstrijd door de Spaanse regio Catalonië.

## Geschiedenis
De Catalaanse Week vond jaarlijks eind maart plaats. Wegens financiële problemen kon de ronde echter vanaf 2006 geen doorgang meer vinden.
In de laatste editie won Alberto Contador het algemeen klassement, nadat hij als 4e was geëindigd in de afsluitende tijdrit. David Bernabéu eindigde als 2e met 36 seconden achterstand. Op 39 seconden van Contador werd Pedro Arreitunandia 3e. Fabian Cancellara won de afsluitende tijdrit, voor Tom Danielson en Vladimir Karpets.
In 2006 ging de Catalaanse Week niet door. De ronde stond van 20 tot 25 maart gepland, maar omdat de organisatie het gewenste budget niet bij elkaar wist te krijgen kon deze niet de kwaliteit bieden die men van de ronde gewend is, waarna ze besloot de ronde niet door te laten gaan. Ook in 2007 vond de ronde geen doorgang en inmiddels is de wedstrijd afgevoerd van de UCI-kalender. In 2010 werd de grotere Ronde van Catalonië verplaatst op de kalender naar de oude plek van de Catalaanse Week, de derde week van maart.

## Lijst van winnaars

### Meervoudige winnaars
| Overwinningen | Renner             | Land        | Jaren       |
| ------------- | ------------------ | ----------- | ----------- |
| 2             | José Pérez Francés | Spanje      | 1963 + 1964 |
| 2             | Luis Ocaña         | Spanje      | 1969 + 1973 |
| 2             | Eddy Merckx        | België      | 1975 + 1976 |
| 2             | Alex Zülle         | Zwitserland | 1992 + 1996 |
| 2             | Michael Boogerd    | Nederland   | 1998 + 2001 |
| 2             | Laurent Jalabert   | Frankrijk   | 1999 + 2000 |

### Overwinningen per land
| Overwinningen | Land                                       |
| ------------- | ------------------------------------------ |
| 20            | Spanje                                     |
| 4             | België , Italië                            |
| 3             | Frankrijk , Nederland                      |
| 2             | Zwitserland , Ierland                      |
| 1             | Australië , Duitsland , Noorwegen , Zweden |